# Le Hourdel
Le Hourdel est un hameau de la commune de Cayeux-sur-Mer, situé au sud de la baie de Somme.

## Histoire

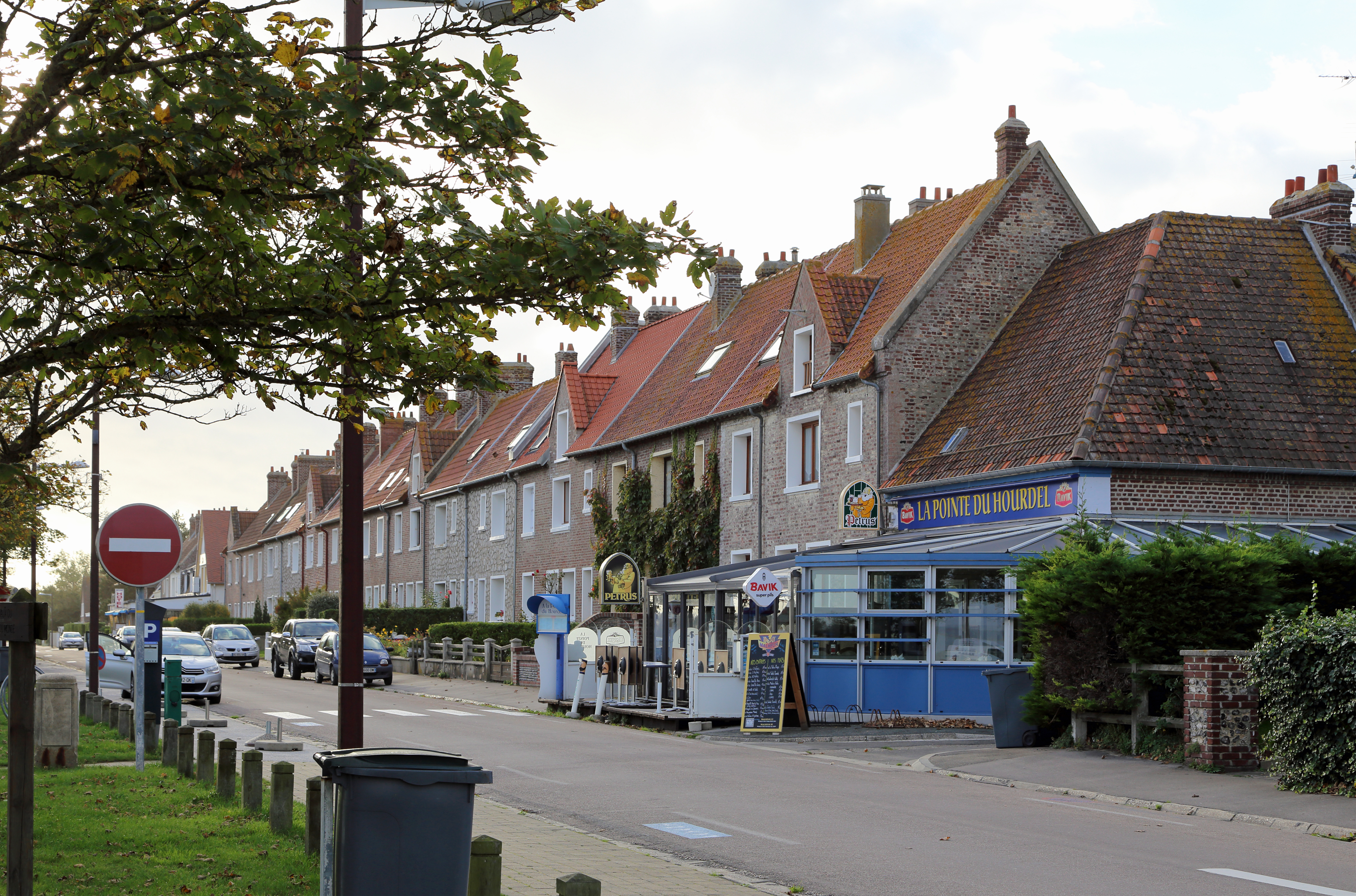
Le Hourdel: le hameau

Il est l'un des trois ports de cette baie : c'est un petit port de pêche aujourd'hui quelque peu délaissé en raison de l'ensablement de la baie de Somme dont la pointe du Hourdel constitue le poulier (avancée méridionale progressant vers le nord par l'apport de galets). Beaucoup de bateaux sont à présent au Tréport. C'est aussi un petit port de plaisance de 80 anneaux. Comme des bateaux y échouent à chaque marée, on n’y trouve que des béquilles, des dériveurs intégraux, des catamarans ou des bateaux à moteur.

## Tourisme

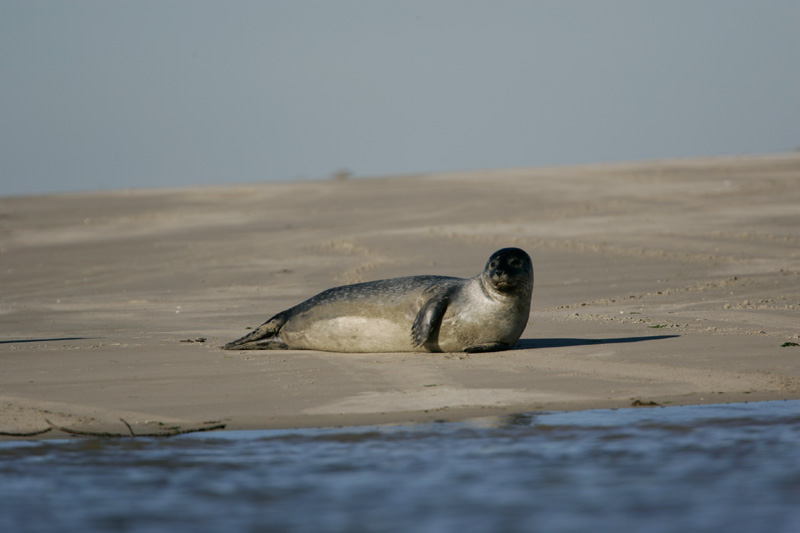
Phoque en baie de Somme

Situé à quelques kilomètres de Saint-Valery-sur-Somme, le Hourdel est un lieu connu pour l'observation des phoques de la baie de Somme. Le Hourdel abrite la plus importante colonie de phoques Veaux marins en France.
Avec sa plage de galets et son phare, c'est un lieu incontournable de la visite des sites de la baie de Somme.
Autrefois, le phare marquait la pointe nord de ce hameau de pêcheurs. En près d'un siècle un cordon de galets, en prolongement du littoral, prend expansion par le nord et modifie lentement le paysage de la baie et est probablement à l'initiative de l'ensablement progressif de son petit port.
Le galet est exploité par quatre usines de concassage pour la composition des céramiques, bétons blancs, abrasifs et produits cosmétiques.

Vue panoramique prise depuis Le Hourdel.

La motomarine (jet-ski) est prohibée en baie de Somme par arrêté préfectoral (16 mars 2004) du préfet maritime de Cherbourg responsable de la Manche et de la mer du Nord. Cet arrêté interdit ce véhicule marin en baie de Somme toute l'année.